# アドバゲーム
アドバゲームとは、商品などの広告を目的として提供されるコンピュータゲームであり、広告（アドバタイジング）とゲームを組み合わせた広告手法。ゲームソフト自体の宣伝を目的として提供される体験版とは異なり、作中に提示される広告である「ゲーム内広告」を広義には含む。

## 概要
アドバゲームを配布する際には、広告の要素を含んだコンピュータゲームを一から開発し、ウェブゲームとして提供されることが多い。コンピュータゲームのアイテムや、作中の空間に登場する広告の形で宣伝を行なう。また、既存のウェブ広告より高い宣伝効果がある。
動的に変更する広告は「ダイナミック広告」といい、次のような配信ネットワークがある。
- Shockwave.com Immersive Network
- Massive Network
- DIGA(dynamic in-game advertising)
- In-Game Marketing Service